# Profesní koučování
Profesní koučování je forma individuálního rozvoje jedince, podporující hledání individuálních řešení a nových cest v jeho profesní oblasti. Je postaven na profesionálním vztahu dvou osob, tj. vedeného a kouče. Kouč napomáhá najít ve vedeném jedinci způsoby, jak lépe hospodařit s časem, jak řešit konfliktní situace a jak se nebát dělat v profesním životě změny. Cílem koučování je rozvinout a využít potenciál pracovníka, zlepšit sebereflexi, podpořit motivaci a odpovědnost a přirozeně zvyšovat výkonnost.

## Definice
Mezinárodní federace koučů (IFC) definuje profesní koučink jako trvalý profesionální vztah, který podporuje klienty vytvářet výsledky, které je naplňují v jejich osobním a profesním životě. V procesu koučování si klienti prohlubují schopnost učit se, zlepšují svůj výkon a zlepšují kvalitu svého života. Tento typ koučování vytváří bezpečné místo k posílení svých vůdčích schopností prostřednictvím sebereflexe, spolupráce, zpětné vazby a zvýšeného emocionálního uvědomění.

## Základní komunikační nástroje
Základními komunikačními nástroji koučování jsou rozhovor a zpětná vazba. 

### Rozhovor
Hloubkový rozhovor je nestandardizované dotazování jednoho účastníka pomocí několika otevřených otázek.  Nástrojem rozhovoru jsou otázky, kterými se kouč ptá a tím vede koučovaného k požadovanému cíli. Pomocí otevřených otázek může kouč porozumět pohledu vedeného, aniž by byl omezovaný výběrem položek z dotazníku. Rozhovor by neměl být zaměřený na chyby, ale na příležitosti, které jsou před komunikujícími. Otázky vedeného nabádají o problému uvažovat a samostatně nacházet řešení problémů. Pro vedeného je pak snazší pochopit podstatu, smysl činnosti a účinnosti postupu. Pro vedení rozhovorů je možné použít následující dva typy, v návaznosti na konkrétním problému vedeného: 
- Sokratovský rozhovor, při kterém se kouč snaží z vedeného pomocí návodných otázek získat nové informace, ke kterým by měli dojít logickou úvahou za použití vlastních zkušeností.[4]
- Heuristický rozhovor se zaměřuje na kladení otázek, které postupně vedou k samostatnému odhalování, nových vztahů, příčin a jevů. [4]

### Zpětná vazba
Zpětná vazba odhaluje silné stránky jednotlivce, což je nejdůležitější věc, kterou se o sobě člověk může dozvědět. Ukazuje, kde a v čem se potřebuje zlepšit. Odkrývá, co člověk nedokáže a co by se proto neměl ani snažit dělat. Cílem je poznat vlastní silné stránky vedeného a vědět, jak je dále zdokonalovat. Zpětná vazba by měla být popisná, konkrétní, vyrovnaná (zahrnutí pozitivních i negativních prvků) a dávaná včas. Vedený by měl být ke zpětné vazbě přístupný, ochotný naslouchat a ověřovat si porozumění sdělených informací. 

## Koučovaný
Pro koučovanou osobu je nezbytná motivace pro samotný proces a ochota seberozvoje. Naopak překážkami k požadovanému cíli jsou nedůvěra v sebe, obava z odpovědnosti, neuvědomování si svých znalostí a dovedností, chybné vnímání reality. Před samotným začátkem procesu koučovaní je vedenému vytvořen psychologický profil zaměstnance zaměřený na testování pracovních činností a zátěže, zaměřené na silné a slabé stránky nebo schopnosti vedení týmu. Jedná se např. o společnost Assessement centrum (AC) a Development centrum (DC).
Vedený jedinec by měl mít chuť k práci, vztah k zaměstnání a vztah k firmě. Nevnímat svoji práci jen jako podmínku zajištění svých finančních potřeb, ale jako své uplatnění a seberealizaci. Mít zodpovědnost za své chování a rozhodování, dobrovolně přijímat nové informace.

## Kouč
Kouč v týmu zajišťuje nastavení pravidel, hranice samostatnosti, odpovědnosti a rozhodování. S tím samozřejmě souvisí umění moderace, motivace, kompetence a delegace. Kouč by naopak neměl být osobou autoritativní, dávající v koučování pokyny a nařízení. Kouč koučovaného vede a ukazuje mu možnosti cesty, kterou jít. Důležitou zásadou pro koučujícího je nepoužívat pozici nadřízeného, ale nastavit rovnocenné partnerství s tím, že oba mají své zkušenosti, dovednosti a odpovědnost.
Práce kouče začíná na prvním úvodním setkání, kde se s klientem baví o jeho důvodech, proč se rozhodl pro profesní koučování o jeho kariéře a prioritách. Dalším krokem je poté nastavení konkrétních cílů, kterých chce vedený dosáhnout. Nejčastěji se jedná o získání nové práce, kariérní postup, změna pracovní pozice či oboru.  Neméně důležitým krokem na cestě k dosažení požadovaného stanoveného cíle  je nastavení si dílčích kroků/ postupů. 
Prostřednictvím studie prováděné Grantem a Zackonem bylo zjištěno, že koučové přešli k profesi koučování ze široké škály předchozích profesních prostředí. Koučové v předchozích zaměstnáních pracovali jako konzultanti, manažeři, vedoucí pracovníci či učitelé. Pouze malá část koučů mělo psychologické vzdělání.

## Teorie vedení
Existují dvě přední teorie vedení, tzv. McGregorova teorie, a to teorie X a Y, kterou vysvětluje Motivace v pracovní činnosti:

### Teorie X – autoritativní, direktivní
Při tomto stylu řízení jsou moc i rozhodování soustředěny v rukou vedoucího. Vedoucí přiděluje lidem přesně dané úkoly a komunikace je jednostranná. Podle této teorie se klientovi nedá plně důvěřovat , proto je zde nutná disciplína, harmonogram a kontrola. Výhodou je v tomto případě dosažení stabilního výkonu pracovníků. Nevýhodou je ovšem potlačování individuální motivace a iniciativy.

### Teorie Y – demokratická, autonomní
Komunikace je v tomto případě dvojsměrná. Vychází z předpokladu, že klienti jsou motivovaní, cílevědomí a mají chuť pracovat. Výhodou je pracovní participace pracovníků, kteří se zúčastňují rozhodování. Nevýhodou tohoto typu řízení je časová ztráta, která vyplývá z demokratického rozhodování. 
Pro správný a zdravý profesní vztah je vhodné v procesu koučování vždy najít tu nejvhodnější kombinaci obou forem vedení, a to podle povahy, potřeb a cílů koučovaného. 

## Pravidla koučování
Pravidla koučování jsou platná pro oba subjekty ve vztahu. Ovšem tím nejzákladnějším a nejhlavnějším pravidlem v koučování je, že teprve až si koučovaný uvědomí, kde se vyskytuje problém, lze začít. To je zásadní pravidlo koučinku – tedy aby mohl koučink začít, musí být téma pro koučování. 

### Kouč
- Využívá své znalosti a dovednosti tak, aby co nejvíce uspokojily potřeby vedeného [10]
- Kouč informace získané od vedeného uchovává v tajnosti
- Používá pro svou práci oba komunikační nástroje
- Reflektuje jak a do jaké míry je koučování efektivní a účinné
- Kouč si musí na vedeného připravit a najít čas pro jeho rozvoj

### Koučovaný
- Závazky, které mu kouč stanoví se snaží dodržovat [10]
- Koučovaný musí mít nastavené rozumné cíle dlouhodobé i krátkodobé
- Na sezení je vedený vždy vybaven potřebným materiálem (zapisovací arch/ poznámky)
- Vedený k vztahu přistupuje otevřeně a je ochoten svůj profesní život rozvíjet